# Vittime collaterali
Vittime collaterali è stato un programma televisivo italiano di genere talk show, rotocalco e contenitore, andato in onda in seconda serata su Rai 1 dal 1º maggio al 3 giugno 2023 con la conduzione di Emma D'Aquino.

## Il programma
Il programma, realizzato dalla Rai, raccontava le vicende di uomini e donne colpiti da eventi tragici che ne cambiano per sempre le vite, con l'ausilio di testimonianze, servizi e approfondimenti.

## Edizioni
| Edizione | Anno | Conduzione    | Periodo        | Periodo       | Puntate | Regia         | Studio                                                       |
| Edizione | Anno | Conduzione    | Inizio         | Fine          | Puntate | Regia         | Studio                                                       |
| -------- | ---- | ------------- | -------------- | ------------- | ------- | ------------- | ------------------------------------------------------------ |
| 1ª       | 2023 | Emma D'Aquino | 1º maggio 2023 | 3 giugno 2023 | 5       | Andrea Apuzzo | Studio TV8 del Centro di produzione Rai Piero Angela, Torino |

## Puntate e ascolti

### Prima edizione (2023)
| Puntata | Titolo                     | Messa in onda  | Ascolti        | Ascolti | Ascolti |
| Puntata | Titolo                     | Messa in onda  | Telespettatori | Share   | Fonte   |
| ------- | -------------------------- | -------------- | -------------- | ------- | ------- |
| 1       | Morire di lavoro           | 1º maggio 2023 | 968 000        | 8,65%   | [ 5 ]   |
| 2       | Orfani speciali            | 8 maggio 2023  | 799 000        | 9,49%   | [ 6 ]   |
| 3       | Vittime culturali          | 15 maggio 2023 | 903 000        | 8,85%   | [ 7 ]   |
| 4       | Lotta alla mafia           | 22 maggio 2023 | 707 000        | 7,10%   | [ 8 ]   |
| 5       | Gioco d'azzardo patologico | 3 giugno 2023  | 667 000        | 11,63%  | [ 9 ]   |
| Media   | Media                      | Media          | 808 000        | 9,14%   |         |

## Audience
| Edizione | Rete televisiva | Anno | Stagione  | Programmazione | Programmazione | Programmazione | Programmazione | Programmazione | Programmazione | Programmazione | Collocazione   | Media auditel  | Media auditel | Premiere       | Premiere | Finale         | Finale |
| Edizione | Rete televisiva | Anno | Stagione  | L              | M              | M              | G              | V              | S              | D              | Collocazione   | Telespettatori | Share         | Telespettatori | Share    | Telespettatori | Share  |
| -------- | --------------- | ---- | --------- | -------------- | -------------- | -------------- | -------------- | -------------- | -------------- | -------------- | -------------- | -------------- | ------------- | -------------- | -------- | -------------- | ------ |
| 1ª       | Rai 1           | 2023 | primavera |                |                |                |                |                |                |                | Seconda serata | 808 000        | 9,14%         | 968 000        | 8,65%    | 667 000        | 11,63% |